# Galeta de reis
La galeta de reis és una galette tradicionalment elaborada i consumida a França, al Quebec, a l'Acàdia, a Suïssa, Luxemburg, Bèlgica i al Líban en ocasió de l'Epifania, festa cristiana que celebra la visita dels Reis d'Orient al nen Jesús, celebrada segons els països el 6 de gener o el primer diumenge rere l'1 de gener.
Aquesta galeta és diu també de vegades galeta parisenca a les regions del sud de França, on es consumeix no pas la galeta sinó el tortell de reis.
La galeta de reis és una tradició que ha sobrepassat l'origen religiós i que representa l'ocasió de reunir-se en família o amb les amistats. Es pot menjar fins a gairebé un mes després de l'Epifania.

## Història
La galeta dels reis té el seu origen en les Saturnals (festes romanes situades entre la fi del mes de desembre i el començament de gener), durant les quals els romans designaven un esclau com a «rei d'un dia». Aquestes festes Saturnals afavorien en efecte la inversió dels rols per tal de frustrar els dies nefastos de Saturn, divinitat ctònica. Durant el banquet en el si de cada gran família, els romans utilitzaven la fava d'un pastís per a sortejar el Saturnalicius princeps («el príncep de les Saturnals o del desordre»). El «rei d'un dia» disposava del poder d'exaudir tots els seus desitjos durant la jornada (com donar ordres al seu mestre) abans de ser condemnat a mort, o més probablement de tornar a la seva vida servil, fet que permetia estrènyer les afeccions domèstiques.
A l'era cristiana es va associar la galeta a la celebració dels Reis d'Orient en el moment de l'Epifania. Alguns calvinistes, luterans i catòlics s'han oposat a aquest costum pagà, així com els discursos del canonge de Senlis l'any 1664 desaprovaren el costat festiu de la galeta.

## El pastís

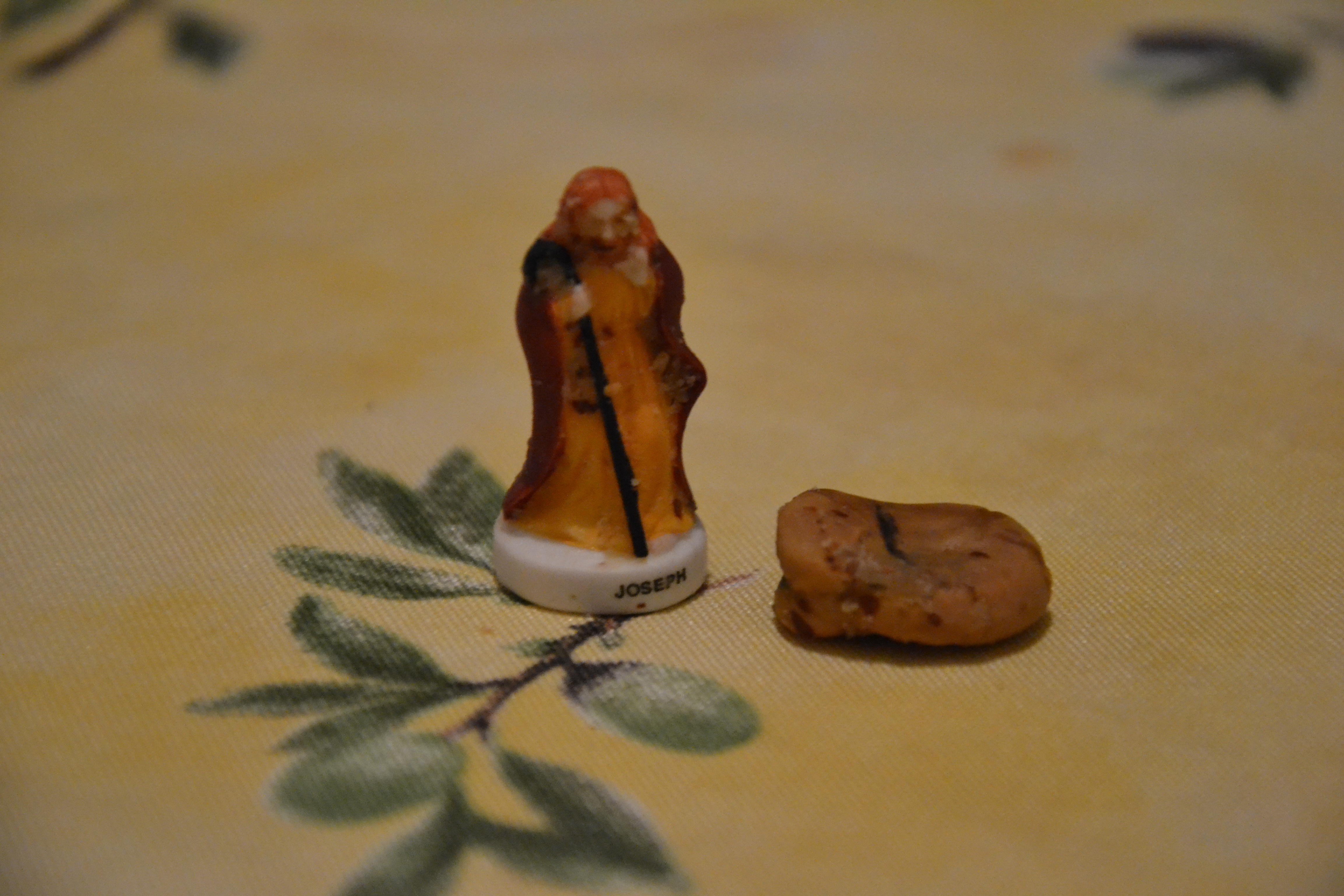
Fava en faiança i fava de lleguminoses

La tradició de «sortejar els reis» a l'Epifania passa per l'ocultació d'una fava dins la galeta i la persona que rep aquesta fava esdevé el rei o la reina de la jornada.
La utilització de la fava es remunta als grecs que n'utilitzaven per a l'elecció dels seus magistrats. Els romans van servir-se del mateix mitjà per elegir el mestre de les Saturnals. L'Església va combatre molt de temps aquest costum pagà abans de reemplaçar la llavor pel nen Jesús.
Les primeres faves en porcellana van aparèixer al final del segle xviii. Durant la Revolució Francesa, es va reemplaçar el nen Jesús per un barret frigi. La mateixa època va veure néixer la «galeta de la Llibertat» o «de la Igualtat», desproveïda de fava, que permetia perseguir la tradició del pastís dividit sense elegir un rei. A partir de 1870, les faves de lleguminoses van ser sistemàticament reemplaçades per figuretes de porcellana o, més recentment, de plàstic.

La galeta de reis és una galeta de pasta fullada típicament farcida de frangipana. A més d'aquesta versió tradicional, n'existeixen amb altres menes de farcits, com compota de poma o d'altres fruites o xocolata.

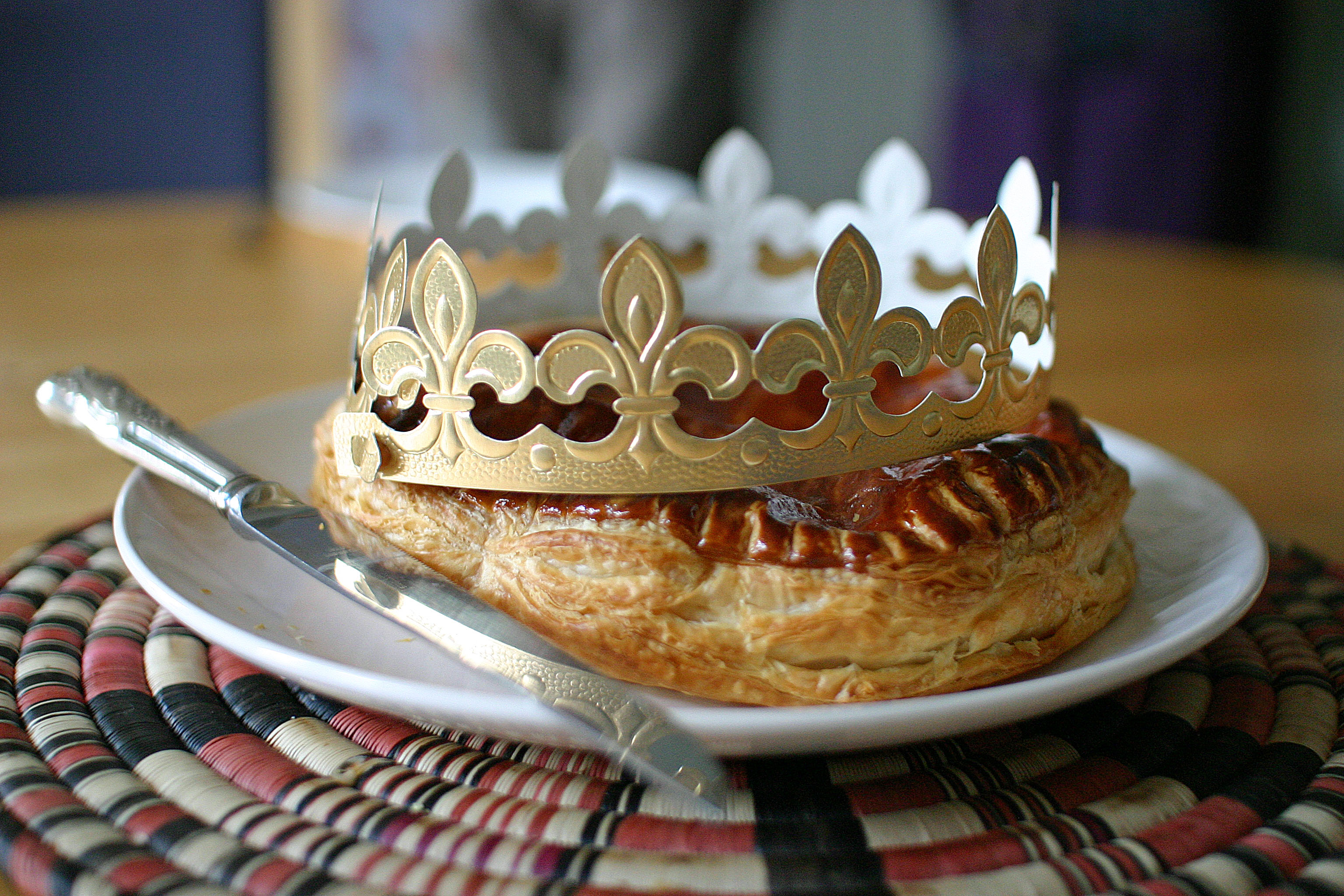
Galeta de reis amb la seva corona

La persona que descobreix la fava té el dret de portar una corona de fantasia i escull la seva reina o el seu rei. Al circuit comercial, a partir de la segona meitat del segle XX, els forners proporcionen amb la galeta una corona en paper daurat o platejat. Més tradicionalment, cada família realitza una o diverses corones.